# Zullwil
Zullwil est une commune suisse du canton de Soleure, située dans le district de Thierstein.

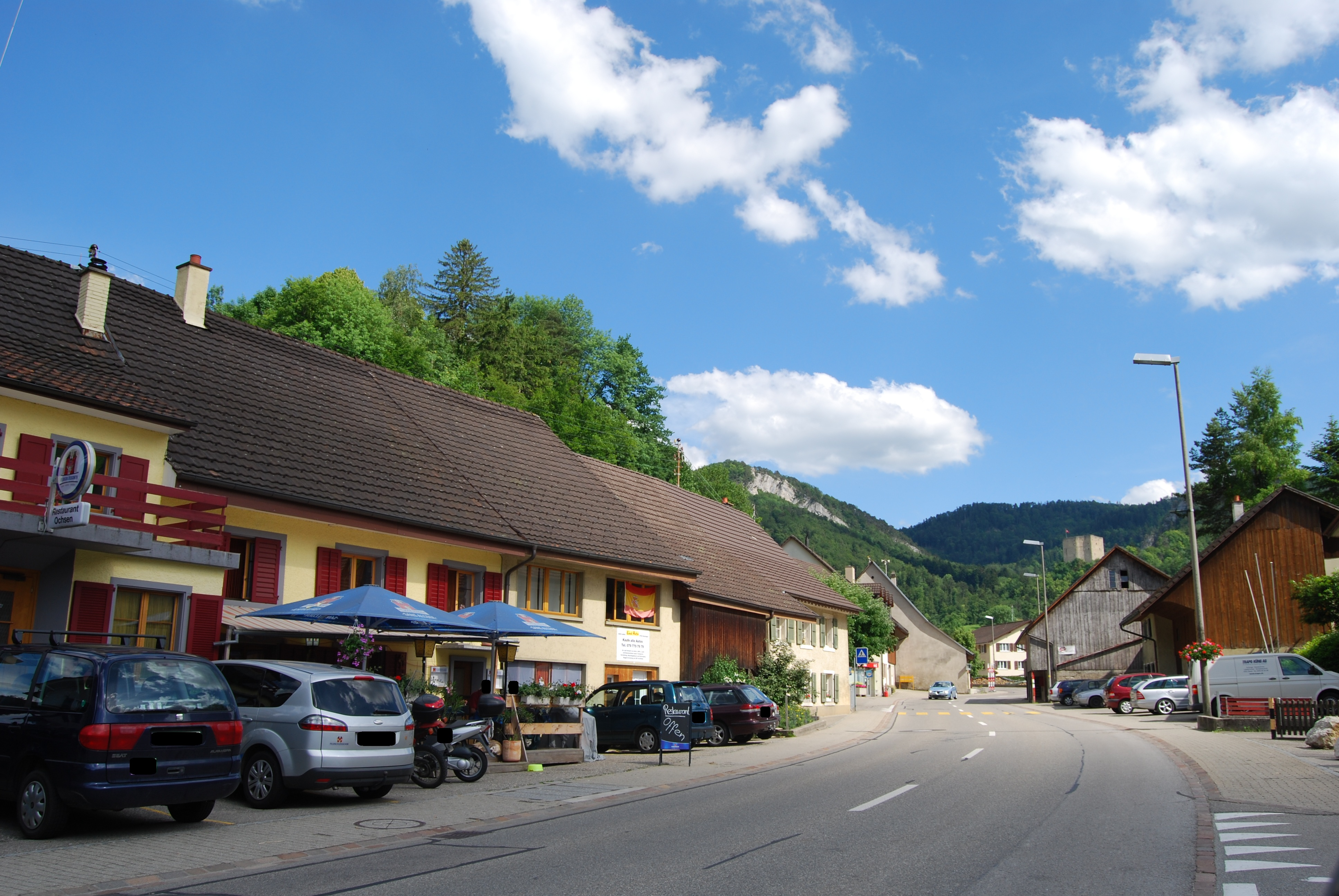
Zullwil

Vue aérienne (1953)